# Misa asturiana de Gaita
La Misa asturiana de Gaita es un tipo de misa popular cantada en latín, originada entre los siglos XVII y XVIII en el norte de la península ibérica, concretamente en Galicia, Asturias, Cantabria y en Portugal, aunque a partir del siglo XX solo perdura en el Principado.Se caracteriza por la incorporación de elementos musicales, especialmente la gaita de fuelle, durante la eucaristía. 

## Historia y evolución

### Expansión
A lo largo de los siglos, la Misa de Gaita se convirtió en una parte esencial en las festividades de diversas parroquias del Principado de Asturias, como romerías y fiestas locales o religiosas.

### Declive
Aunque fue un imprescindible de la cultura asturiana, esta misa ha sufrido un declive ocasionado por diversas razones:
- Reformas litúrgicas. La disposición del Sínodo de Oviedo que en 1886 prohibió la entrada de las gaitas a los templos, debido a la asociación del sonido de estas con las fiestas profanas; las disposiciones papales de 1903, que promovían el canto gregoriano y la polifonía renacentista como únicos estilos musicales permitidos; o el Concilio Vaticano II redujo el uso del latín en la misa, lo que afectó directamente a la Misa de Gaita. [3][4]
- La desaparición de la transmisión oral. Con la pérdida de las generaciones, también se ha perdido el conocimiento sobre esta misa.
- Cambio de la música dentro de la Iglesia. El uso de la gaita se ha visto en ocasiones como una desviación de la música litúrgica oficial.

A partir del siglo XX, solo puede encontrase en concejos concretos de Asturias, como Aller, Lena, Llanes, Quirós o Salas, donde tiene mayor presencia, desapareciendo de las otras regiones del noroeste español, donde a principios del siglo XX se conservaban. 

## Características

### Estructura de la misa
Esta misa sigue la estructura tradicional de una liturgia católica: Kyrie (Señor, ten piedad), Gloria (Gloria a Dios en el cielo), Credo (Profesión de fe), Sanctus (Santo, Santo, Santo), Agnus Dei (Cordero de Dios), con la particularidad de que todos los cantos son interpretados con acompañamiento de gaita y, en ocasiones, de tambores.

### Papel de la gaita y el tambor en la misa
En esta misa, el papel del órgano es ocupado por la gaita que acompaña a los cantos y aportando una textura heterofónica. Su sonido continuo y potente sirve de base para el canto. La gaita realiza introducciones y puentes musicales, siendo una de las grandes distinciones de la Misa de Gaita. 
El tambor aporta, por otro lado el ritmo que refuerza el carácter ceremonial de la propia misa.

### Influencia de la tonada asturiana
Una de las características más notables es el estilo vocal, que se diferencia del canto gregoriano por su ornamentación y expresividad. Es destacable la influencia de la tonada asturiana, concretamente en las oscilaciones en la altura de la voz, vibraciones muy marcadas y adornos y giros melódicos típicos en la región. La fusión entre la música litúrgica y la música tradicional asturiana convierte a la Misa de Gaita en un caso único en Europa.

## Importancia cultural y patrimonial

### Reconocimientos
El 13 de mayo de 2014, el Pleno del Consejo de Patrimonio Cultural de Asturias declaró Bien de Interés Cultural a la Misa de Gaita.La Fundación Valdés-Salas trabaja para que la Misa asturiana de Gaita sea declarada como Patrimonio de la Humanidad de la Unesco.
Los estudios llevados a cabo por el Museo del Pueblo de Asturias y la Fundación Valdés-Salas han sido clave para la difusión y el posterior reconocimiento. 